# Negria
Negria, monotipski rod gesnerijevki smješten u podtribus Negriinae, tribus Coronanthereae, dio potporodice Gesnerioideae. Jedina vrsta je N. rhabdothamnoides, endem s otoka Lord Howe.

## Etimologija
Ime je dobilo u čast Cristofora Negrija (1808. – 1896.), poznatog talijanskog geografa, diplomata i pisca.

## Opis
Negria je rod s jednom vrstom, N. rhabdothamnoides. To je malo drvo, naraste 6 do 9 m visoko, sa svijetlim i lomljivim drvetom. Grane su raširene, debele i lomljive. Raste u planinskim kišnim šumama i to samo na otoku Lord Howe između Australije i Novog Zelanda.